# 닷지 니트로

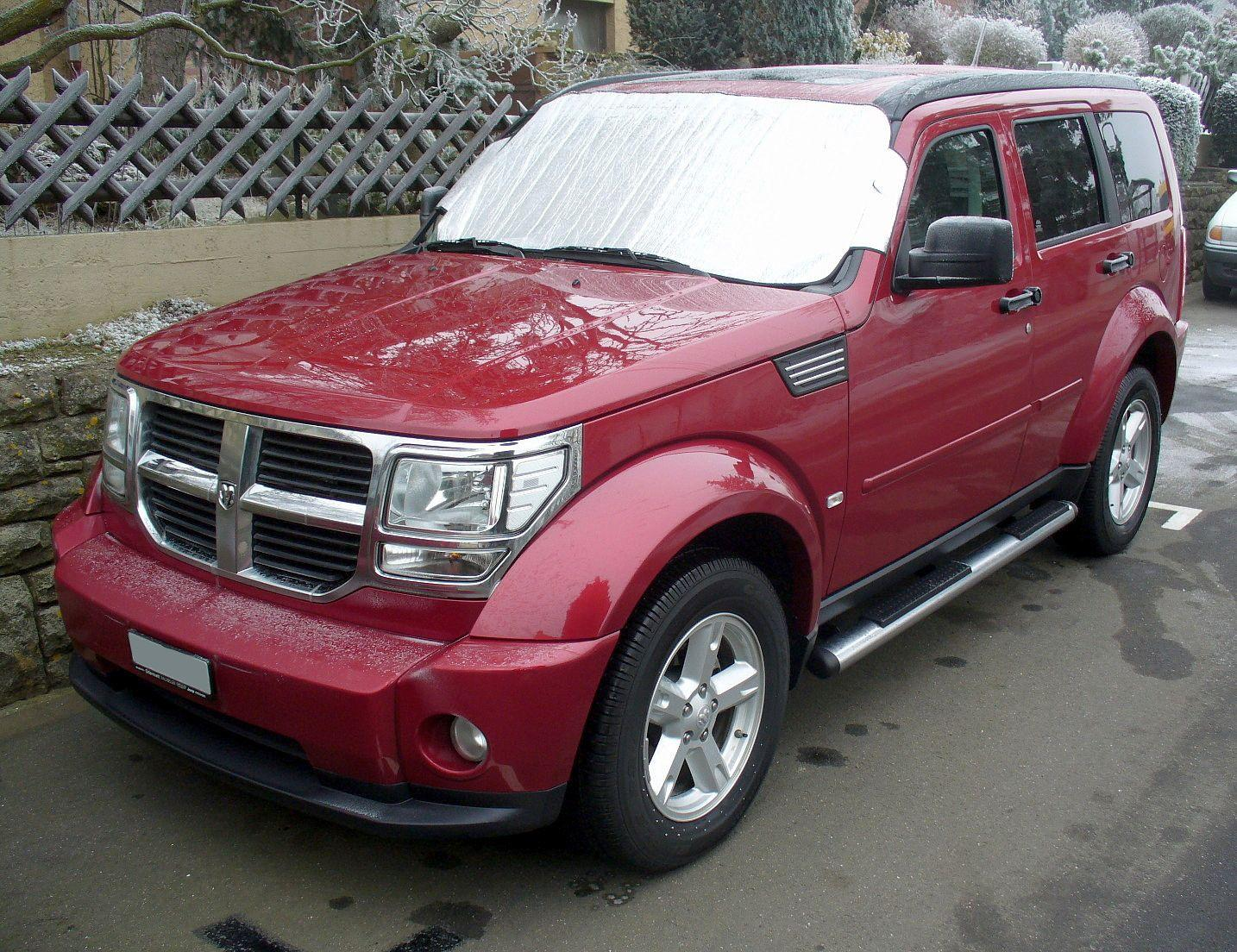
닷지 니트로 정측면

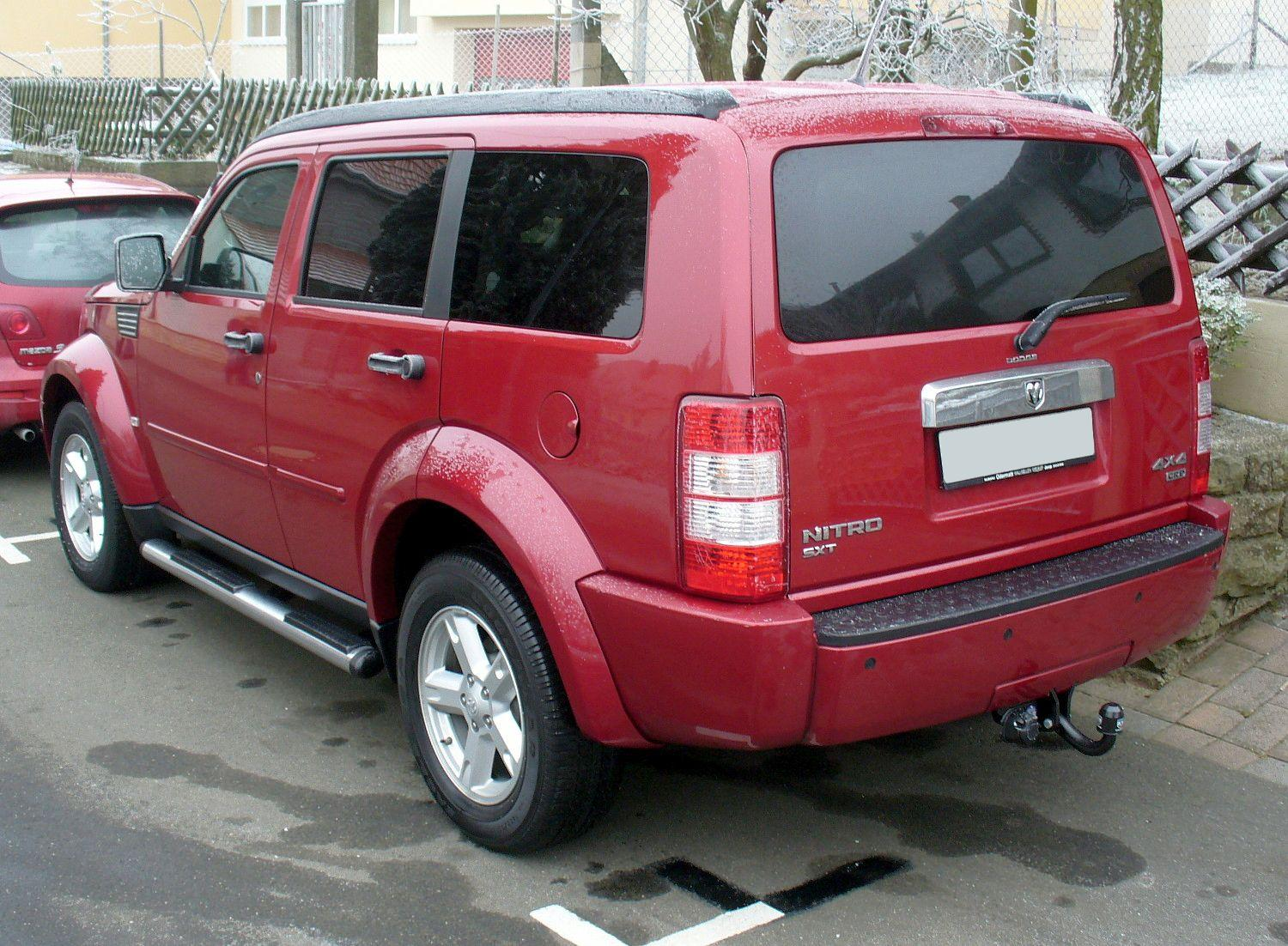
닷지 니트로 후측면

닷지 니트로(Dodge Nitro)는 크라이슬러 산하 닷지 디비전에서 만든 중형 SUV이다. 원형은 2005년에 개최된 시카고 모터쇼에 출품한 컨셉트 카로, 형제차인 4세대 지프 리버티의 플랫폼을 이용해 2006년 8월부터 양산형이 생산되기 시작했다. 하지만 판매 부진으로 2011년 12월 16일에 후속 차종 없이 단종되었다.
대한민국에는 4세대 체로키 대신 2008년에 니트로가 공식 수입되어 판매되었으나, 판매 부진으로 2009년부터 수입이 중단되었다.